# 基爾伯恩高路站
基爾伯恩高路站（英語：Kilburn High Road railway station）是倫敦的一個車站，位於卡姆登區的基爾伯恩，開通於1852年。基爾伯恩高路站現在是倫敦地上鐵的車站，平均每小時各有三班開往尤斯頓站和沃特福交會站的列車。

## 外部連結
- 列车时刻表及车站信息：基爾伯恩高路站，来自英国铁路官方网站